# Стек Іван Дмитрович
Іва́н Дми́трович Сте́к (14 січня 1896 , Черче, Рогатинський повіт (Королівство Галичини та Володимирії), Королівство Галичини та Володимирії, Австро-Угорщина  — 2 лютого 1974 ) — український військовик. Хорунжий УГА.

## Життєпис
Родом з села Черче.
Служив у сотні поручника Р. Сушка, був поранений в бою на горі Лисоня під Бережанами. 1916 року потрапив в російський полон.
У 1918 році повертається з полону, бере участь в боях під Львовом та Чортковом. У серпні 1920 по поразці змагань переходить в Чехію, де перебуває інтернований в таборі. Згодом навчається в Празькому університеті. Працював лікарем у Новому Виткові біля Радехова.
В 1939 році був обраний депутатом Народних зборів Західної України, де голосував за приєднання до Радянського Союзу. В 1944 році переїхав до Чехословаччини, де і помер і похований у м. Тахов.